# World Games 2025/Sportklettern
Bei den World Games 2025 in Chengdu wurden vom 15. bis 16. August sechs Wettbewerbe im Sportklettern ausgetragen. Austragungsort war der Tianfu Park.

## Bilanz

### Medaillenspiegel
| Platz  | Land               | Gold | Silber | Bronze | Gesamt |
| ------ | ------------------ | ---- | ------ | ------ | ------ |
| 1      | China              | 5    | 3      | 2      | 10     |
| 2      | Indonesien         | 1    | 1      | 1      | 3      |
| 3      | Vereinigte Staaten | –    | 2      | 1      | 3      |
| 4      | Kasachstan         | –    | –      | 1      | 1      |
| 4      | Südkorea           | –    | –      | 1      | 1      |
| Gesamt | Gesamt             | 6    | 6      | 6      | 18     |

### Medaillengewinner
Männer
| Disziplin      | Gold                              | Silber                             | Bronze                               |
| -------------- | --------------------------------- | ---------------------------------- | ------------------------------------ |
| Speed Einzel   | Chu Shouhong (CHN)                | Samuel Watson (USA)                | Long Jianguo (CHN)                   |
| Speed Einzel 4 | Long Jianguo (CHN)                | Kiromal Katibin (INA)              | Rischat Chaibullin (KAZ)             |
| Speed Staffel  | Long Jianguo / Chu Shouhong (CHN) | Michael Hom / Logan Schlecht (USA) | Samuel Watson / Zachary Hammer (USA) |

Frauen
| Disziplin      | Gold                              | Silber                          | Bronze                              |
| -------------- | --------------------------------- | ------------------------------- | ----------------------------------- |
| Speed Einzel   | Deng Lijuan (CHN)                 | Qin Yumei (CHN)                 | Zhou Yafei (CHN)                    |
| Speed Einzel 4 | Desak Made Rita Kusuma Dewi (INA) | Qin Yumei (CHN)                 | Rajiah Sallsabillah (INA)           |
| Speed Staffel  | Zhou Yafei / Deng Lijuan (CHN)    | Qin Yumei / Zhang Shaoqin (CHN) | Jeong Ji-min / Sung Hana-reum (KOR) |